# She Couldn't Say No (1930)
She Couldn't Say No is een Amerikaanse dramafilm uit 1930 onder regie van Lloyd Bacon.

## Verhaal
De zangeres Winnie Harper wordt verliefd op de crimineel Jerry Casey. Ze is Jerry erg dankbaar, wanneer hij haar een baan geeft in zijn nachtclub. Jerry laat zijn oog echter vallen op Iris. Daardoor is Winnie niet meer zeker van haar werk en haar privéleven.

## Rolverdeling
| Acteur          | Personage     |
| --------------- | ------------- |
| Winnie Lightner | Winnie Harper |
| Chester Morris  | Jerry Casey   |
| Sally Eilers    | Iris          |
| Johnny Arthur   | Tommy Blake   |
| Tully Marshall  | Big John      |
| Louise Beavers  | Cora          |